# Богатая (река, Сахалин)
Богатая — река на острове Сахалин. Длина реки — 47 км. Площадь водосборного бассейна — 261 км².
Начинается к северу от перевала Пологий западнее горы Угловая. Течёт сначала на север, после слияния с Жаром поворачивает на восток. Впадает в Охотское море. Протекает по территории Смирныховского городского округа Сахалинской области.

## Данные водного реестра
По данным государственного водного реестра России относится к Амурскому бассейновому округу.
Код объекта в государственном водном реестре — 20050000212118300002870.